# Lista de prefeitos de Logradouro (Paraíba)
Esta é a lista de prefeitos da cidade de Logradouro, no estado brasileiro da Paraiba.. 
| Nº | Nome                            | Imagem                               | Partido                                          | Início do mandato      | Fim do mandato                          | Observações                           |
| 1  | Humberto Alves de Carvalho      |                                      | Partido do Movimento Democrático Brasileiro PMDB | 1º de janeiro de 1997  | 31 de dezembro de 2000                  | Prefeito eleito em sufrágio universal |
| 1  | Humberto Alves de Carvalho      | 1º de janeiro de 2001                | Partido do Movimento Democrático Brasileiro PMDB | 31 de dezembro de 2004 | Prefeito reeleito em sufrágio universal |                                       |
| 2  | Humberto Luís Lisboa Alves      |                                      | Partido do Movimento Democrático Brasileiro PMDB | 1º de janeiro de 2005  | 31 de dezembro de 2008                  | Prefeito eleito em sufrágio universal |
| 2  | Humberto Luís Lisboa Alves      | 1º de janeiro de 2009                | Partido do Movimento Democrático Brasileiro PMDB | 31 de dezembro de 2012 | Prefeito reeleito em sufrágio universal |                                       |
| 3  | Célia Maria de Queiroz Carvalho |                                      | Partido do Movimento Democrático Brasileiro PMDB | 1º de janeiro de 2013  | 31 de dezembro de 2016                  | Prefeita eleita em sufrágio universal |
| 3  | Célia Maria de Queiroz Carvalho | Partido Socialista Brasileiro PSB    | 1º de janeiro de 2017                            | 31 de dezembro de 2020 | Prefeita reeleita em sufrágio universal |                                       |
| 4  | José Marinaldo da Cruz          |                                      | Partido da Social Democracia Brasileira PSDB     | 1º de janeiro de 2021  | 31 de dezembro de 2024                  | Prefeito eleito em sufrágio universal |
| 4  | José Marinaldo da Cruz          | Movimento Democrático Brasileiro MDB | 1° de janeiro de 2025                            | Atualidade             | Prefeito reeleito em sufrágio universal |                                       |